# Cosmo (cantante)
Cosmo, pseudonimo di Marco Jacopo Bianchi (Ivrea, 19 febbraio 1982), è un cantautore, produttore discografico e disc jockey italiano.
Oltre a essere stato frontman dei Drink to Me, ha pubblicato quattro album da solista.

## Biografia

### Gli esordi con i Drink to Me (2002-2012)
Nel 2002 ha formato i Drink to Me insieme a Carlo Casalegno, Pierre Chindemi (che lascerà il gruppo in seguito) e Francesco Serasso. Con questo gruppo ha pubblicato tre EP tra il 2004 e il 2007 e quattro album (Don't Panic, Go Organic!, Brazil, S e Bright White Light) tra il 2008 e il 2014.

### Il debutto solista conDisordine(2012-2014)
Tra ottobre e dicembre 2012, Marco Bianchi, con lo pseudonimo Cosmo, rende disponibili gratuitamente sul web tre sue cover di altrettante canzoni italiane (Gesualdo da Venosa di Franco Battiato, Abbracciala, abbracciali, abbracciati e Io ti venderei di Lucio Battisti).
Il 4 giugno 2013 Cosmo pubblica il suo disco solista dal titolo Disordine, composto da dieci brani cantati in italiano. Il disco è stato prodotto, suonato e arrangiato dallo stesso Cosmo con Andrea Suriani, mixato e masterizzato da quest'ultimo presso l'Alpha Dept. Studio di Bologna. Il 26 marzo precedente era stato diffuso il videoclip del primo singolo Ho visto un Dio, diretto da Gabriele Ottino; mentre il 25 luglio 2013 è la volta de Il digiuno.
Tra giugno e ottobre 2013 si è esibito, tra l'altro, al MI AMI Festival, al Traffic - Torino Free Festival (open act per gli LFO), all'A Night Like This festival e a Bruxelles con i Perturbazione e i Tre Allegri Ragazzi Morti. Collabora con Colapesce realizzando la cover del brano Mare mare di Luca Carboni.
Nel settembre 2013 il disco Disordine viene inserito nella rosa dei cinque finalisti della Targa Tenco nella categoria "Opera prima", poi assegnato ad Appino per Il testamento.
Nell'ottobre dello stesso anno Cosmo si aggiudica il Premio aKME', riconoscimento per l'innovazione in campo musicale creato da Vox Day. Circa un mese dopo, a novembre, si è aggiudicato il PIMI 2013 (premio organizzato dal Meeting delle etichette indipendenti) come "Miglior disco d'esordio".

### L'ultima festa(2015-2017)
Nell'aprile 2016 ha pubblicato il suo secondo disco da solista, L'ultima festa, anticipato dal videoclip di Le voci, diretto da Jacopo Farina. Venne scelto il titolo "L'ultima festa" per l'album in modo simbolico, questo infatti doveva essere l'ultimo album di Cosmo qualora non avesse superato la notorietà di "Disordine", album quest'ultimo apprezzato dalla critica ma poco ascoltato sulle piattaforme di streaming, "L'ultima festa" a differenza di "Disordine" invece fu quasi da subito un successo, nonché vincitore del Premio Lunezia Menzione Speciale. Nell'estate del medesimo anno viene pubblicato il singolo omonimo.

### Cosmotronice il successo nazionale (2017-2019)
Il 26 maggio 2017 pubblica il singolo Sei la mia città, che viene descritto da RTL 102.5 come «una dichiarazione d'amore ideale e utilizzabile da tutti a un punto fermo, un punto di ritorno, che sia la propria donna (o uomo), la famiglia, o proprio la città dove rifugiarsi dopo aver macinato km da un palco ad un altro». Nella stessa intervista, il cantante piemontese ha parlato così del brano: «Non è un caso che mi sia venuto un pezzo in cui si parla di tornare a casa e di viaggiare. Ho sempre fatto tour da una settantina di date all'anno, nell'ultimo addirittura novanta e poi, in tutto questo turbinio, è stato un anno intenso e di crescita rapida. Il pezzo è dedicato a una persona e alla casa, anche se mi rendo conto che sia stato molto più virato verso la città. Ho fatto una metafora, ma mi piace anche questa cosa, perché in effetti ho voglia di organizzare cose nella mia città, tirare su delle situazioni che prima pensavo impensabili, vorrei creare qualcosa lì». Per il video ufficiale, pubblicato sul canale YouTube del cantante, è stata rinnovata la collaborazione con il regista Jacopo Farina.
Il 24 novembre 2017 viene annunciato ufficialmente il suo terzo album Cosmotronic, pubblicato il 12 gennaio 2018 per 42Records/Believe. Il disco è stato anticipato dal singolo Turbo, uscito il 24 novembre 2017.
Il 23 marzo 2018 pubblica il singolo Quando ho incontrato te, terzo estratto dall'album.
Il 19 aprile 2019 Cosmo pubblica Cosmotronic Remixed, per 42Records. Il disco contiene undici brani tratti da Cosmotronic remixati da DJ come Underspreche, Enea Pascal, Splendore e altri.
Nel 2019 collabora con Marracash nel brano Greta Thunberg - Lo stomaco, inserito nell'album del rapper Persona.

### La terza estate dell'amore(2021-2023)
Il 21 maggio 2021 ha pubblicato il suo quarto album da solista, La terza estate dell'amore, da cui sono stati estratti i singoli La musica illegale, Vele al vento e Mango.
L'anno successivo ha partecipato alla quarta serata del Festival di Sanremo 2022 come ospite de La Rappresentante di Lista insieme a Margherita Vicario e Ginevra, interpretando una versione elettronica del brano Be My Baby delle Ronettes. Questa versione del brano è stata anche registrata in versione studio e pubblicata come singolo digitale. L'esibizione ha catturato l'attenzione dei media a causa di un messaggio lanciato dall'artista, che ha urlato la frase "stop Greenwashing", riportando l'attenzione sulla campagna di greenwashing messa in atto da Eni, sponsor della manifestazione.
Nel 2023 ha collaborato con Paola & Chiara per la realizzazione di una versione alternativa del brano Kamasutra, del 2003, inserito nell'album delle sorelle Iezzi Per sempre, pubblicato nel maggio dello stesso anno.

## Influenze
Tra le influenze musicali citate da Bianchi vi sono Lucio Battisti, Franco Battiato, Gigi D’Agostino ma anche M.I.A., Radiohead, Animal Collective e Grimes.

## Concerti
Negli spettacoli dal vivo si presenta come unico musicista, accompagnato da due batteristi e dei visual. A un'intervista nel luglio 2016 del programma Tropical Pizza su Radio Deejay, l'artista ha dichiarato di creare effetti con le luci in modo che lui stesso e gli altri che lo accompagnano sul palco restino in ombra, per dare spazio e importanza alla musica.

## Discografia

### Da solista

#### Album in studio
- 2013 – Disordine
- 2016 – L'ultima festa
- 2018 – Cosmotronic
- 2021 – La terza estate dell'amore
- 2024 – Sulle ali del cavallo bianco

#### Album di remix
- 2019 – Cosmotronic Remixed

#### EP
- 2021 – Fermarsi

#### Singoli
- 2013 – Ho visto un Dio
- 2016 – L'ultima festa
- 2016 – Le voci
- 2017 – Sei la mia città
- 2017 – Turbo
- 2018 – Quando ho incontrato te
- 2018 – L'amore
- 2021 – La musica illegale
- 2021 – Vele al vento
- 2022 – Mango
- 2022 – La verità
- 2023 – Vamos a la playa
- 2024 – Troppo forte
- 2024 – Sulle ali del cavallo bianco
- 2024 – L'abbraccio
- 2024 – Energia
- 2025 – Sconosciuti

#### Collaborazioni
- 2018 – Thoth Zei feat. Neli, Stail, Cosmo & Original Gras – #Facunban
- 2018 – Achille Lauro feat. Cosmo – Angelo blu, in Pour l'amour
- 2019 – Splendore feat. Cosmo & Pan Dan – La police
- 2019 – Marracash feat. Cosmo – Greta Thunberg - Lo stomaco, in Persona
- 2019 – Subsonica feat. Cosmo – Discolabirinto, in Microchip temporale
- 2022 – Sick Luke feat. Cosmo & Pop X – Funeral party, in X2
- 2023 – Paola & Chiara feat. Cosmo – Kamasutra, in Per sempre
- 2024 – Mace feat. Cosmo e Rareş – Strano deserto, in Māyā

### Con i Drink to Me
- 2008 – Don't Panic, Go Organic!
- 2010 – Brazil
- 2012 – S
- 2014 – Bright White Light

## Tournée
- 2013 - Disordine Tour
- 2017 - L'ultima festa Tour
- 2018 - Cosmotronic Tour europeo
- 2018 - Cosmotronic Tour
- 2022 - La terza estate dell'amore Tour
- 2024 - Sulle ali del cavallo bianco Tour

## Filmografia
- Antipop, regia di Jacopo Farina (2023)

## Videografia

### Video musicali
- 2013 – Ho visto un Dio
- 2013 – Il digiuno
- 2013 – Disordine
- 2014 – Le cose più rare
- 2016 – Le voci
- 2016 – L'ultima festa
- 2017 – Sei la mia città
- 2017 – Turbo/Attraverso lo specchio
- 2018 – Quando ho incontrato te
- 2022 – Mango